# 馮光遹
馮光遹（1837年—1901年），字仲梓，江蘇陽湖縣（今屬常州市）人，清朝政治人物。赵元任外祖父。

## 生平
同治十三年（1874年）甲戌科進士。選庶吉士，散館授翰林院编修。光緒八年（1882年）出督福建學政。光緒二十一年（1895年）任廣東雷瓊道，官至陝西按察使。